# Umm al-Chajr al-Barikijja
Umm al-Chajr al-Barikijja – wieś w Syrii, w muhafazie Al-Hasaka, w dystrykcie Al-Kamiszli. W 2004 roku liczyła 560 mieszkańców.